# ناتالیا لش
ناتالیا لِش (لهستانی: Natalia Lesz؛ زادهٔ ۲۷ ژوئیهٔ ۱۹۸۱) خواننده، ترانه‌پرداز و بازیگر اهل لهستان است. وی از سال ۲۰۰۸ میلادی تاکنون مشغول فعالیت بوده‌است.
از فیلم‌ها یا مجموعه‌های تلویزیونی که وی در آن‌ها نقش داشته‌است، می‌توان به تاج پادشاهان، خانه کشیش، پدر متیو، عشق اول، هتل ۵۲، در خوشی و سختی و مجرد اشاره نمود.